# Grange cistercienne d'Esmorots
La grange cistercienne d'Esmorots est un édifice monacal catholique située à Fontaines-en-Duesmois en France

## Localisation
La grange est située à l'ouest du chef-lieu dans le hameau d'Esmorots sur la RD 21b entre Villaines-en-Duesmois et Lucenay-le-Duc.

## Architecture
Le bâtiment présente un plan oblong. La salle intérieure est couverte d'une voûte en berceau plein cintre. Un toit de laves à deux versants couvre l'ensemble du bâtiment.
Un porche dominé par un beffroi de charpente précède l'entrée de la partie transformée en chapelle. La porte est située sous un arc plein cintre et est surmontée de trois édicules à niche.

## Historique
La grange est citée dès 1201 puis en 1217 et 1289. En 1466, elle est affermée.
Au début du XVIIe siècle une chapelle est aménagée dans un tiers du bâtiment.
Elle est  Inscrit MH (2009) dans sa totalité par arrêté 5 novembre 2009.